# Alpicella d'Aveto
Alpicella d'Aveto è una frazione del comune di Santo Stefano d'Aveto.

## Geografia fisica
La frazione di Alpicella d’Aveto, situata a 867 m s.l.m. è una frazione da Santo Stefano d'Aveto (GE), dista in linea d’aria a 3,65 Km da Santo Stefano d'Aveto  e 43,85 Km da Genova  e da Piacenza  59 Km. Dalla frazione sono possibili diverse escursioni naturalistiche verso il  monte Maggiorasca  (1.804 m), il Monte Penna  (1.735 m)  e verso il monte Aiona  (1.702 m) verso Il Passo del Tomarlo  (1485 m).

## Storia
L'insediamento della frazione con ogni probabilità risale all'epoca preistorica . Secondo alcune fonti storiche proprio alle pendici del monte Penna si svolse una fra le ultime battaglie dell'Impero romano per la dominazione sui Liguri. 
Nel 1164, il feudo di Santo Stefano e tutte le frazioni furono ceduti alla famiglia Malaspina da Federico Barbarossa. 
Dal 28 aprile del 1798 con i nuovi ordinamenti francesi, Santo Stefano d'Aveto e le sue frazioni rientrarono nell'XI cantone, come capoluogo, della Giurisdizione dei Monti Liguri Orientali e dal 1803 centro principale del V cantone dell'Aveto .

## Galleria d'immagini

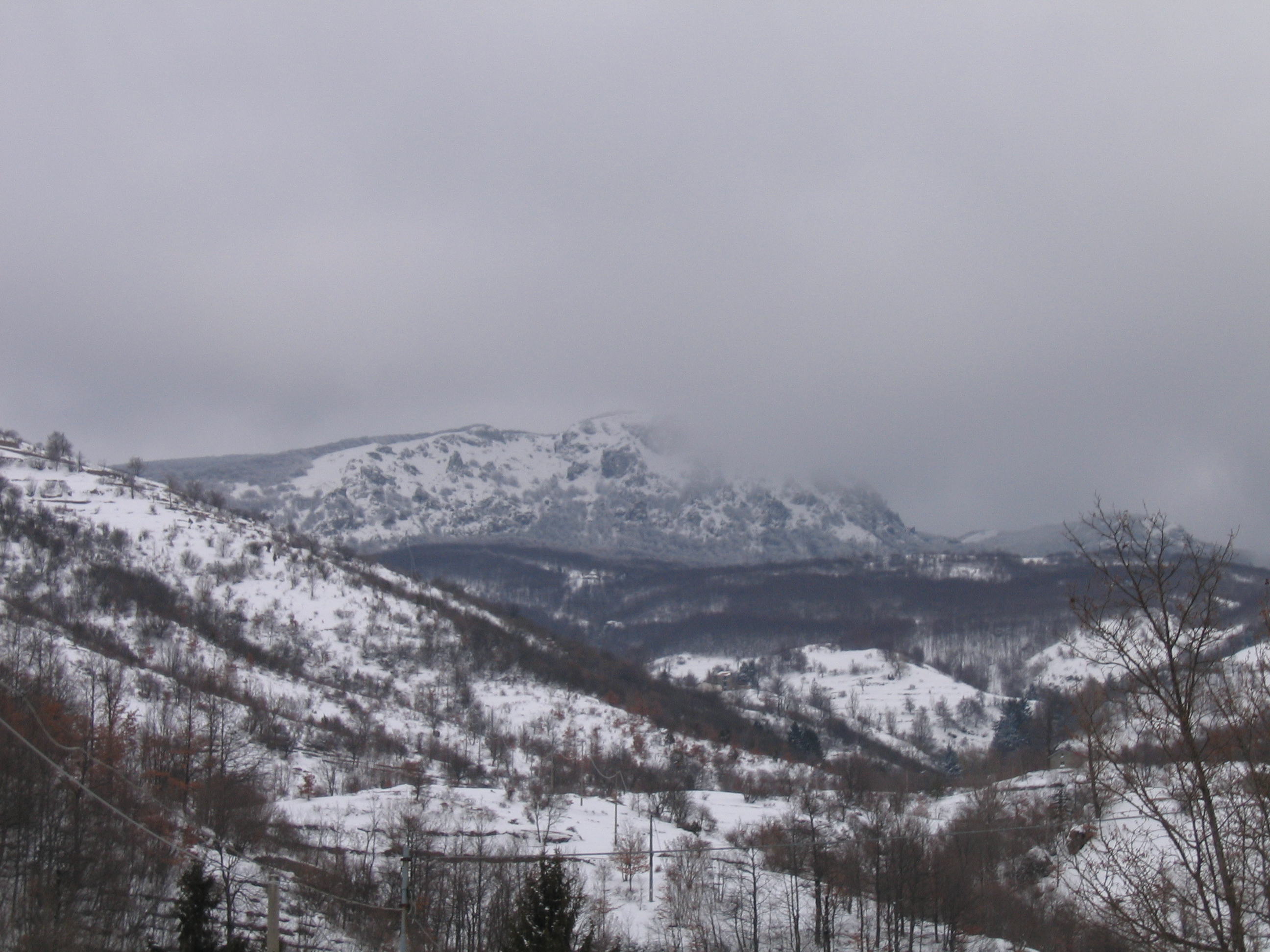
Maggiorasca sotto la neve.

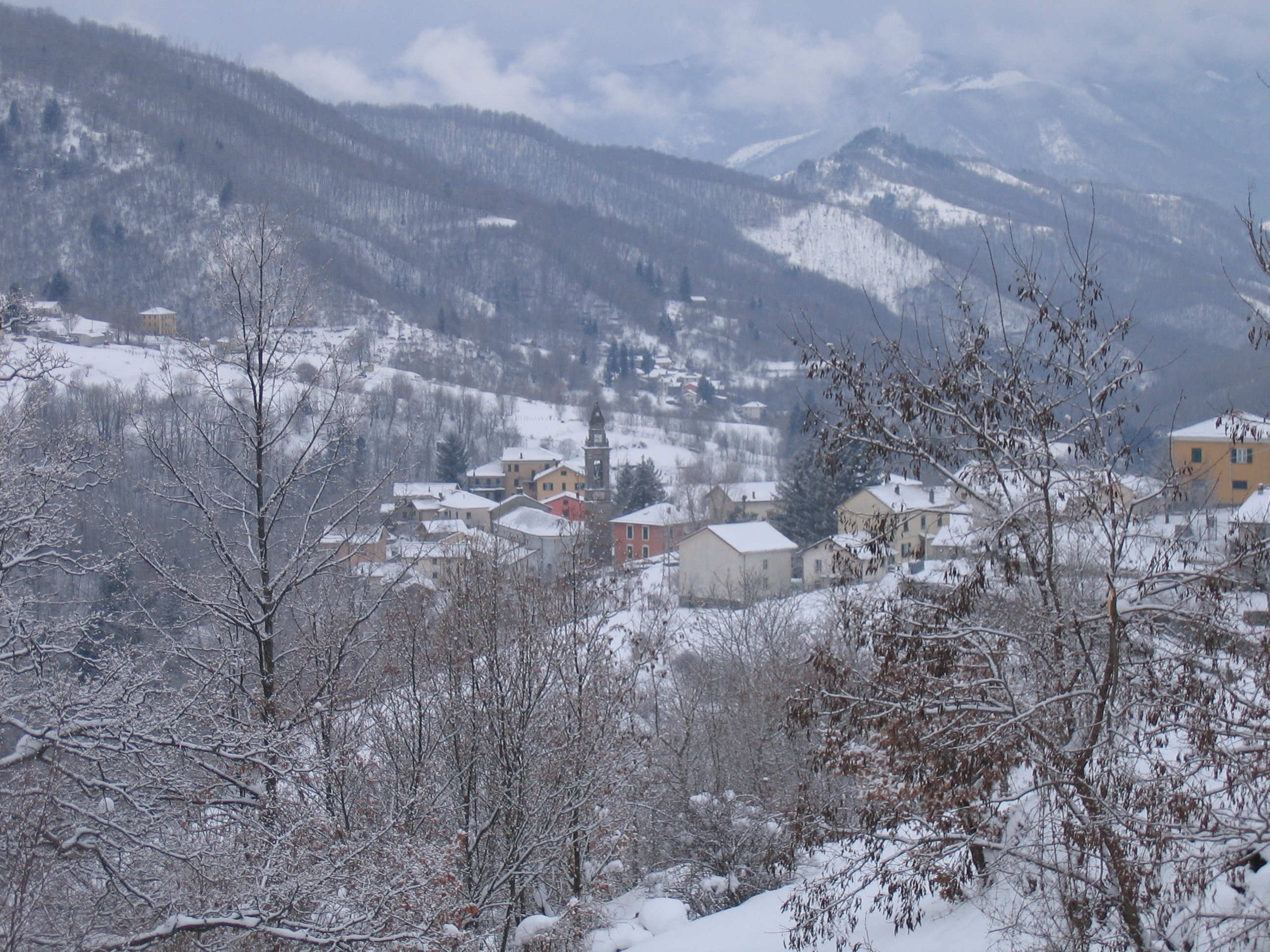
Alpicella sotto la neve.

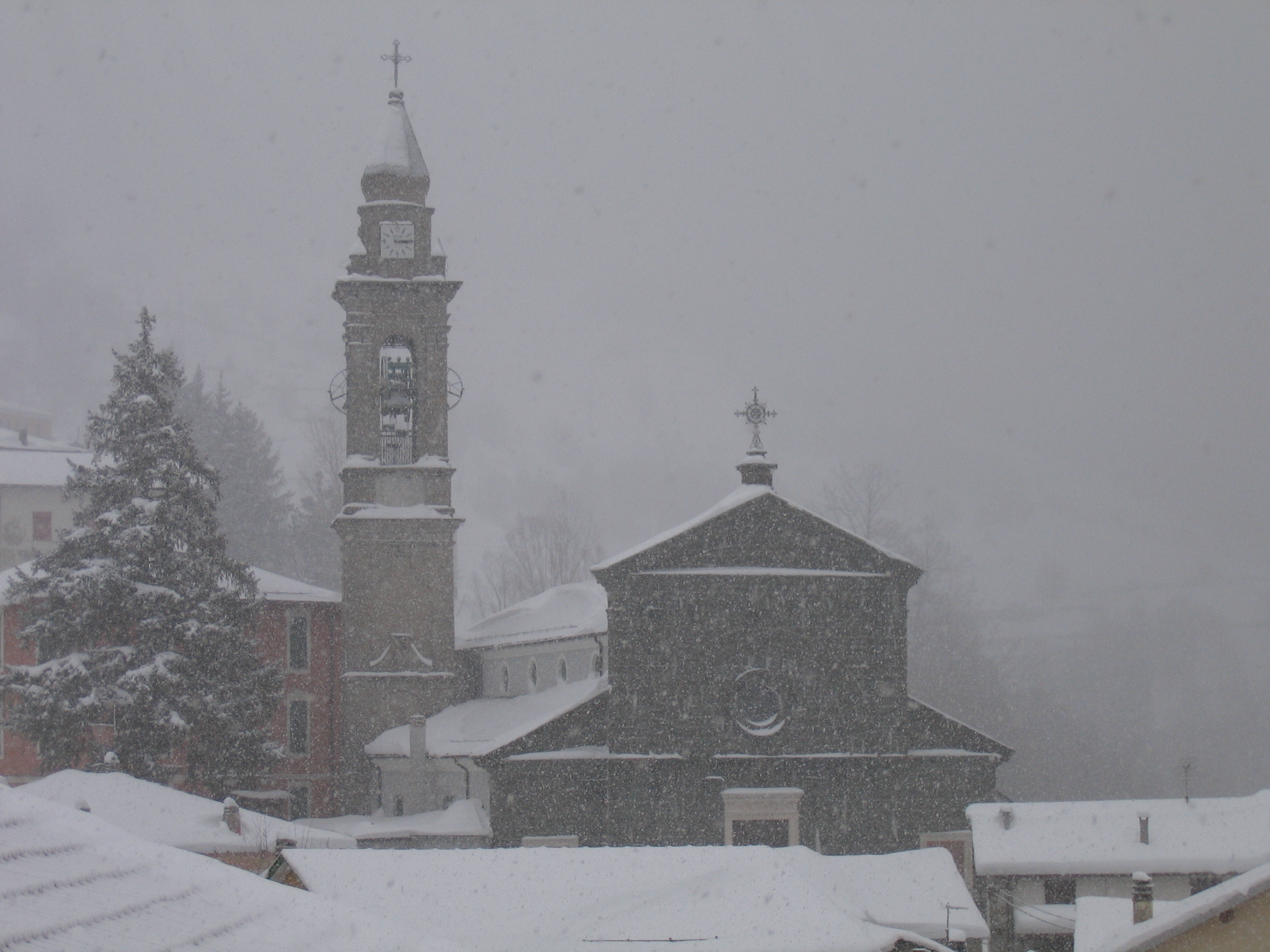
Chiesa parrocchiale (San Michele Arcangelo).

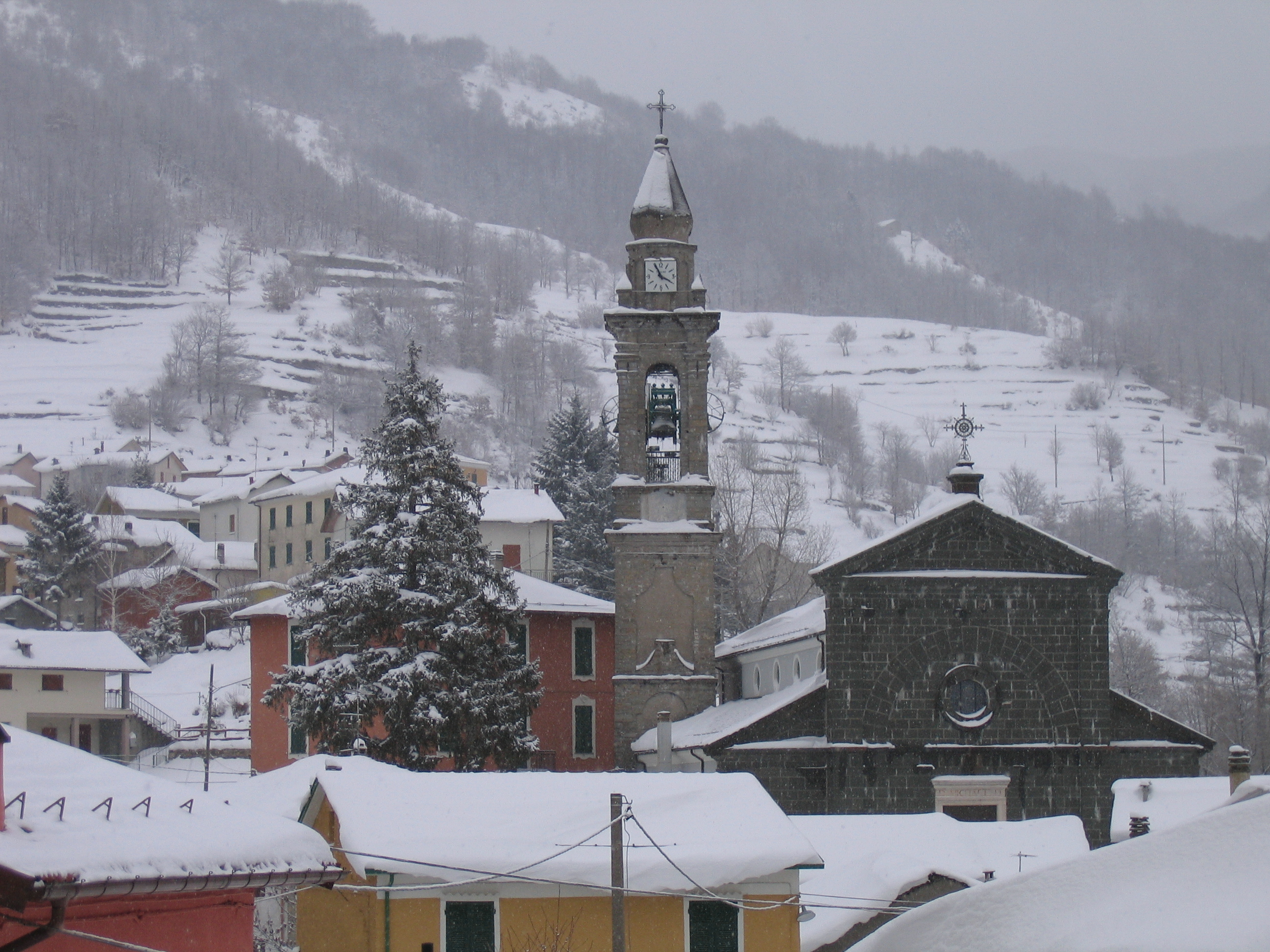
Alpicella sotto la neve.

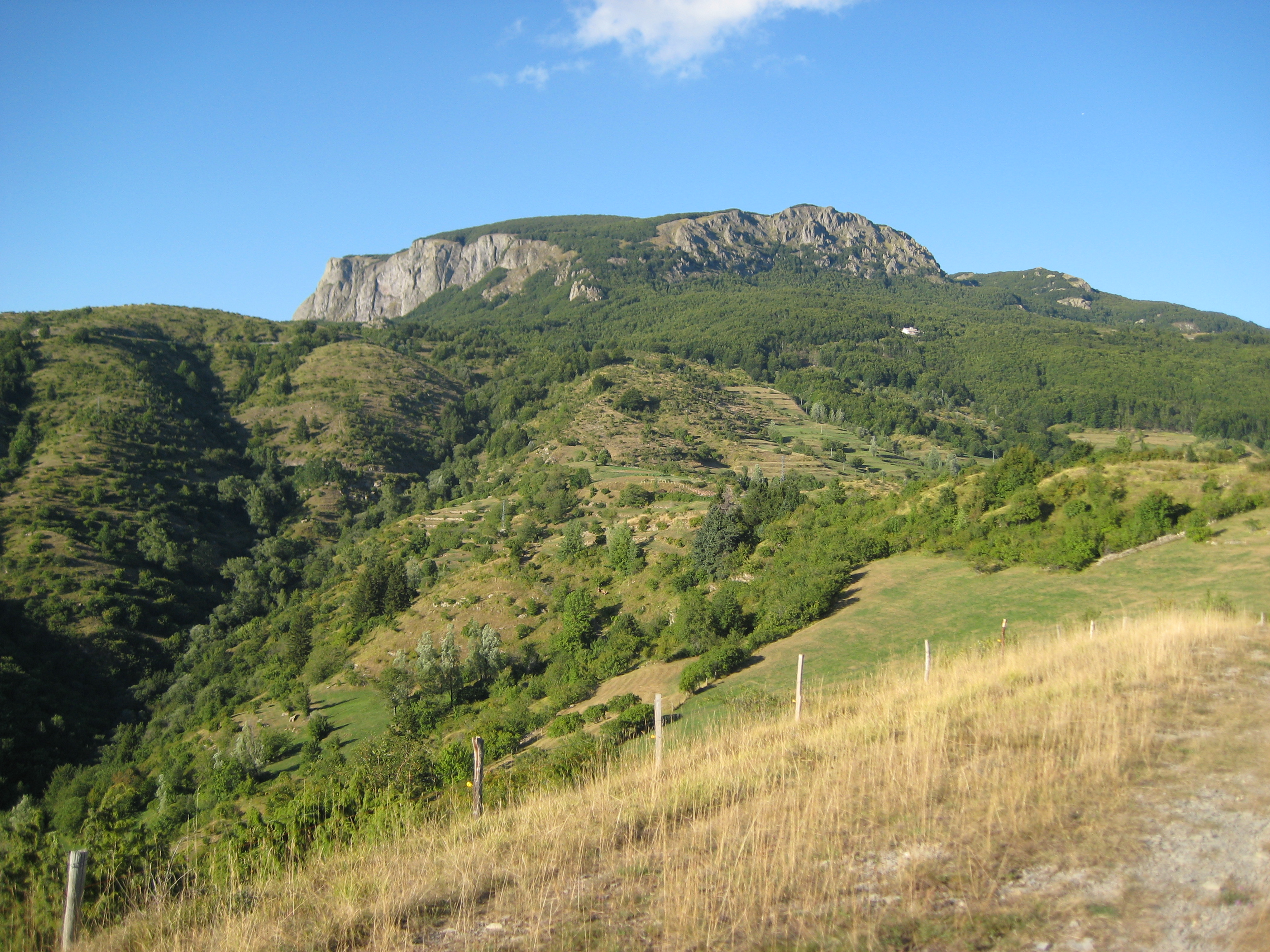
Monte Maggiorasca in estate.

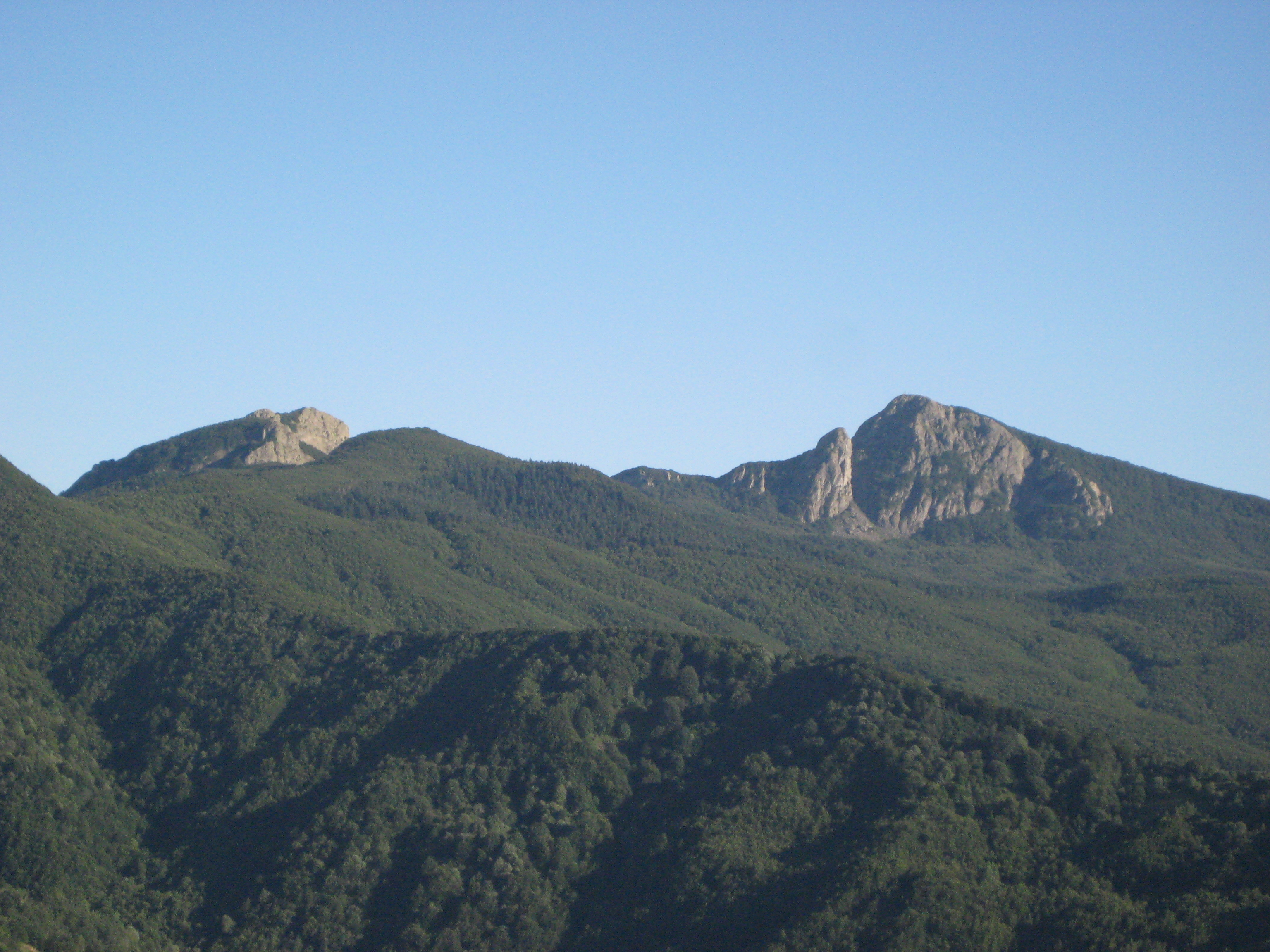
Monte Penna in estate.

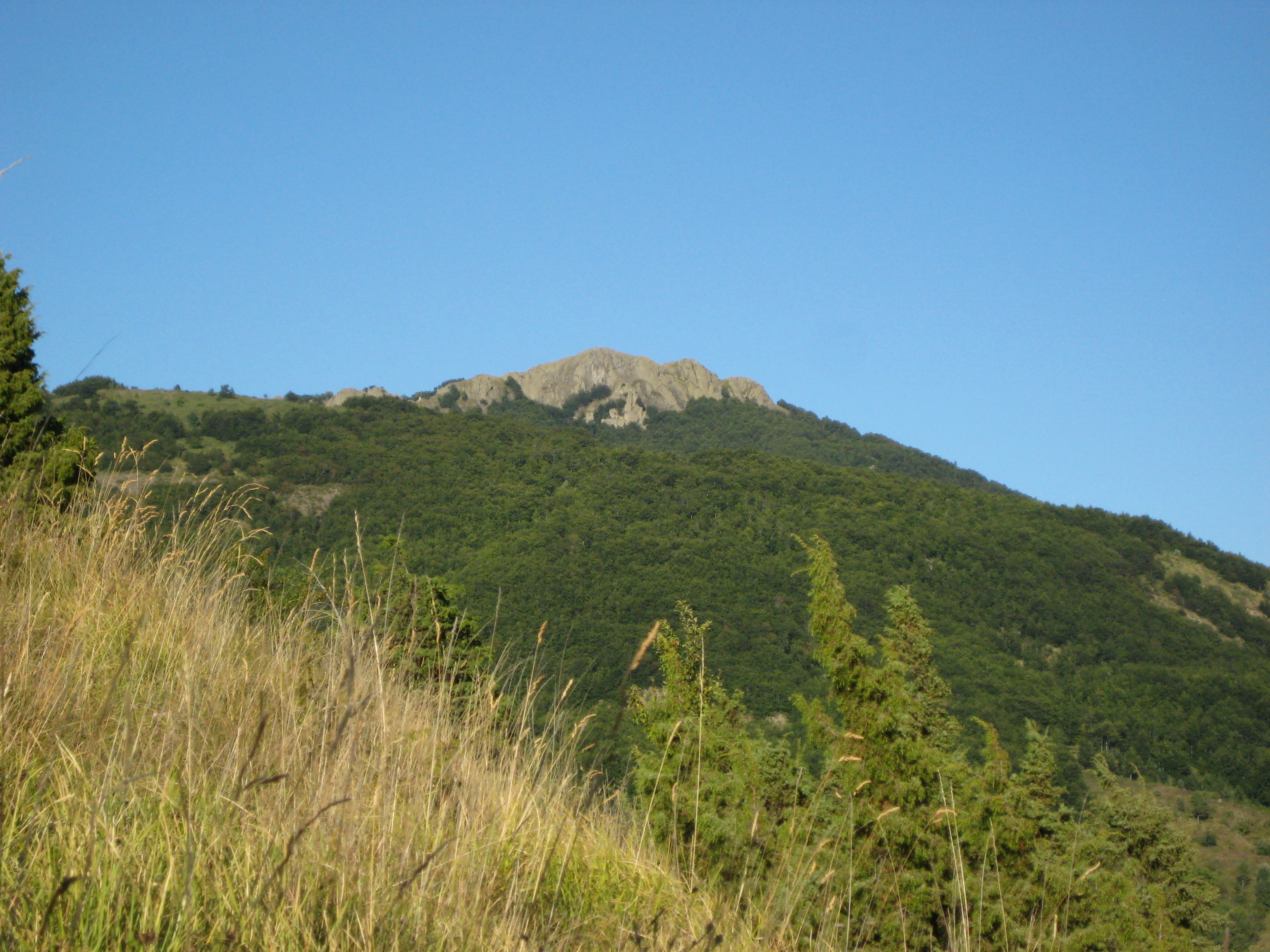
Monte Tomarlo in estate.